# باشگاه معجزه
باشگاه معجزه (به انگلیسی: The Miracle Club) یک فیلم درام محصول سال ۲۰۲۳ به کارگردانی تادئوس اوسالیوان است که بر اساس داستانی از جیمی اسمال‌هورن ساخته شده است. در این فیلم لورا لینی، کتی بیتس، مگی اسمیت و استفن ریا ایفای نقش می‌کنند.داستان آن به شرح زیر است گروهی از زنان طبقه کارگر از دوبلین در حال سفر زیارتی به لورد در فرانسه دنبال می‌کند.
«باشگاه معجزه» در فستیوال ترایبکا در ۹ ژوئن ۲۰۲۳ به نمایش درآمد و در ۱۳ اکتبر ۲۰۲۳ توسط لاینزگیت انگلستان در بریتانیا و ایرلند منتشر شد.

## طرح
در سال ۱۹۶۷ ایرلند، دو زن مسن، لیلی و آیلین، همراه با یک زن جوانتر به نام دالی، به عنوان بخشی از یک نمایش استعدادیابی که توسط کلیسای کاتولیک سازماندهی شده بود، یک گروه موسیقی به نام معجزه تشکیل می‌دهند و بلیت‌هایی را برای رفتن به زیارت می‌گیرند.  به دلایل مختلف به پناهگاه بانوی ما لورد. لیلی می‌خواهد به‌عنوان بخشی از یک رویای مادام‌العمر به لوردس برود، آیلین امیدوار است که یک سفر زیارتی، توده‌ای در سینه‌اش را درمان کند، در حالی که دالی معتقد است که این امر باعث می‌شود پسر لالش دانیل صحبت کند.  شوهر هر زن به شدت با رفتن آنها مخالف است، اما زنان از ماندن خودداری می کنند.  در آخرین لحظه، کریسی، دختر دور شده دوست تازه فوت شده آنها مورین و پسر عموی آیلین، که پس از ۴۰ سال از بوستون برای شرکت در مراسم تشییع جنازه مادرش بازگشته است، به آنها ملحق می شود.  کریسی در ابتدا تمایلی به پیوستن به زیارت ندارد زیرا حاملگی او با پسر متوفی لیلی، دکلن آشکارا توسط آیلین فاش شده بود و در نتیجه توسط جامعه خود تبعید شد.  با این حال، کریسی پس از اطلاع از اینکه مورین به او بلیط لوردس داده است، نظرش را تغییر می‌دهد، به این امید که بتواند با کسانی که پشت سر گذاشته آشتی کند.
لیلی و آیلین با رسیدن به لورد، خصومت پایدار خود را با کریسی ابراز می کنند که با دالی، دانیل و کشیش محله، پدر درموت، کنار می آید.  با این حال، لیلی به تدریج قلبش را نرم می کند، پس از اینکه کریسی با کمال میل به پای تغییر شکل یافته خود تمایل پیدا می کند.  در حمام‌های آبی لورد، آیلین ایمان خود را از دست می‌دهد پس از اینکه کارکنان به او می‌گویند معجزه‌های کمتری اتفاق افتاده است، در حالی که دانیل با وجود تماس با آب، لال می‌ماند و در غار پنهان می‌شود.  ، جایی که کریسی به او آرامش می دهد.  لیلی پس از شنیدن فریاد کسانی که در آب های سرد آن حمام می کنند، عقب می نشیند.
آن شب، یک آیلین مست در هتل کریسی به خاطر گذشته‌اش شلاق می‌زند و او را متهم می‌کند که با پدر درموت که او را نیز به دلیل افسون مذهبی‌اش شارلاتان می‌نامد، معاشقه می‌کند.  او همچنین فاش می‌کند که دکلن، که گمان می‌رود غرق شده باشد، زمانی که لیلی به رابطه او با کریسی اعتراض کرد، در واقع از روی ناامیدی خودکشی کرد.  دنیل نزد کریسی می آید و به مادرش اشاره می کند که در مضیقه است.  در حالی که زنان دور بالین او جمع می‌شوند، دالی اعتراف می‌کند که در زمانی که دانیل را باردار بوده، سعی کرده است دانیل را سقط کند و معتقد است که لال بودن او نشانه مجازات خداوند است.  از آنجایی که دالی توسط همراهانش دلداری می‌دهد، کریسی نیز اعتراف می‌کند که در زمانی که او در بوستون بوده، فرزند متولد نشده‌اش را با دکلن سقط کرده است.
صبح روز بعد، لیلی از کریسی می خواهد که او را تا حمام همراهی کند.  در حین انتظار، لیلی به کریسی اعتراف می کند که به دکلن در مورد شرایط خروجش دروغ گفته است و می گوید که برای زندگی بهتر در آمریکا می رود و نمی خواهد با او باشد و همین امر دکلان را به سمت خودکشی سوق داد.  سپس او قبل از اینکه هر دو آب را بگیرند، از کریسی طلب بخشش می کند و دریافت می کند.  در حالی که آنها به خانه می روند، آیلین از پدر درموت به دلیل رفتار مستانه خود عذرخواهی می کند، که پدر درموت پاسخ می دهد که هدف واقعی زیارت حفظ ایمان حتی در غیاب معجزه بود. آیلین سپس با کریسی آشتی می‌کند و او به او اطمینان می‌دهد که توده‌اش ممکن است به دلیل نداشتن علائم اصلی آن‌قدر که می‌ترسید جدی نباشد.
وقتی به خانه می‌رسند، شوهرانشان از آنها استقبال می‌کنند، که بعد از انجام کارهای خانه در غیاب آنها بیشتر از آنها قدردانی می‌کنند، در حالی که دانیل اولین کلمه خود را "خانه" به زبان می‌آورد، هرچند کسی نزدیک نیست که او را بشنود.  در اقدامی برای آشتی، لیلی از کریسی دعوت می کند تا او را همراهی کند و به دکلن در محلی که در آن مرده است ادای احترام کند.

## بازیگران
- مگی اسمیت در نقش لیلی فاکس
- لورا لینی در نقش کریسی آهرن
- کتی بیتس در نقش آیلین دان
- اگنس اوکیسی در نقش دالی هنسی
- استیون ریا در نقش فرانک دان
- مارک اوهالوران در نقش پدر درموت برن
- مارک مک کنا در نقش جورج هنسی
- نیال باگی در نقش تامی فاکس
- هیزل دوپ در نقش کتی دان
- برندا فریکر به عنوان صدای مورین
- لسلی کانروی به عنوان یک راهبه

## تولید
در دسامبر ۲۰۲۱، این فیلم در مرحله پیش تولید بود و به تازگی بودجه اضافی را از صندوق جهانی صفحه نمایش بریتانیا دریافت کرده بود. این فیلم بعداً در دوبلین در سال ۲۰۲۲ فیلمبرداری شد.

## رهایی
باشگاه معجزه در ۹ ژوئن ۲۰۲۳ در سال ۲۰۲۳ جشنواره ترایبکا به نمایش درآمد.در ۱۳ اکتبر ۲۰۲۳ توسط لاینزگیت انگلستان در بریتانیا منتشر شد.تصاویر کلاسیک سونی حقوق فیلم را در ایالات متحده، آمریکای لاتین و مناطقی در جنوب شرقی آسیا و اروپای شرقی به دست آورد. این فیلم در ۱۴ جولای ۲۰۲۳ در ایالات متحده اکران شد..

## پذیرایی
الگو:سایت گوجه فرنگی این فیلم در متاکریتیک که از میانگین وزنی استفاده می‌کند، بر اساس نظر ۲۳ منتقدین امتیاز ۵۱ از ۱۰۰ را کسب کرده که نشان‌گر «نقدهای مختلط یا متوسط» است.